# HMS Gurkha (G63)
Pour les autres navires du même nom, voir HMS Gurkha et HMS Larne.
Le HMS Gurkha est un destroyer de classe L en service dans la Royal Navy pendant la Seconde Guerre mondiale.

## Conception
Le 31 mars 1938, l'entreprise Cammell Laird reçoit la commande de huit destroyers de la classe L, dont le HMS Larne. Sa quille est posée le 18 octobre 1938, le premier de sa classe. En avril 1940, le destroyer de la classe Tribal Gurkha est coulé au large de la Norvège. En juin, le Larne est renommé HMS Gurkha afin de poursuivre la relation entre le navire et le régiment de Gurkha. Le navire est lancé le 8 juillet 1940 par Mary, fille de Winston Churchill.
Son armement principal était composé de huit canons navals jumelés QF de 4 pouces (100 mm) Mk XVI, (élévation 50°). Son armement antiaérien comprenait un canon quadruple de 40 mm "pom-pom", deux canons simples de 20 mm Oerlikon et deux mitrailleuses lourdes Vickers de 12,7 mm en montures quadruples. Le navire était également équipé deux tubes lance-torpilles quadruples de 533 mm MK X et deux grenadeurs chargeant 110 charges de profondeur,.
Durant ses essais en mer, le Gurkhas atteint une vitesse de 37 nœuds (69 km/h). Il est mis en service le 18 février 1941 sous le commandement du commander Charles Nugent Lentaigne, frère du Lieutenant général Walter Lentaigne.

## Historique
À sa mise en service, le Gurkha rejoint le 11e groupe d'escorte. Le 25 mars 1941, il recueille en compagnie du destroyer HMS Tartar l'équipage du paquebot Beaverbrae coulé par les bombardiers allemands. De retour à Scapa Flow le lendemain, le Gurkha est entré en collision avec un harenguier en bois, coulant le bateau de pêche et subissant de graves dommages. Il sera réparé à Rosyth jusqu'en juin 1941,.

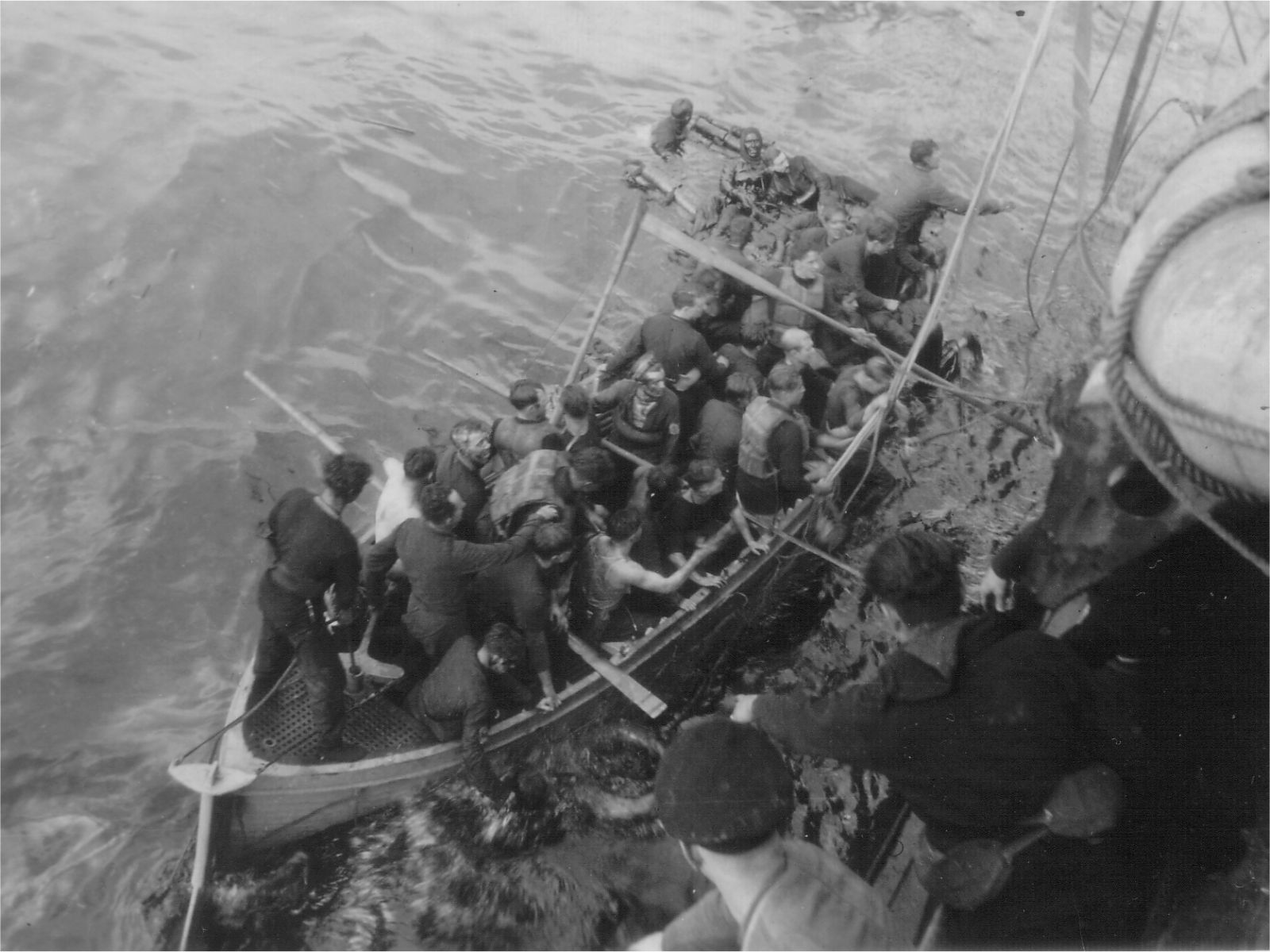
Survivants du Gurkhas secourus par le destroyer néerlandais Isaac Sweers.

Après ses réparations, le Gurkha est déployé pour des missions d'escorte de convois dans les approches occidentales. Après avoir rejoint la Méditerranée, il participe au convoi de Malte au cours duquel il coule le sous-marin italien Adua. Il escorte ensuite des convois du Royaume-Uni à Gibraltar.
Le 17 janvier 1942, alors qu'il escorte le convoi MF 3, près des côtes égyptiennes, au nord de Sidi Barrani, il est torpillé (carreau CO 9214) par le sous-marin allemand U-133. Le navire coule en 90 minutes à la position géographique 31° 50′ N, 26° 15′ E. Le destroyer hollandais Isaac Sweers recueille les survivants. Cinq officiers et quatre hommes d'équipage ont péri et deux officiers sont blessés.

## Commandement
- Commander Charles Nugent Lentaigne du 29 octobre 1940 au 17 janvier 1942[10].